# Rolla (Missouri)
Pour les articles homonymes, voir Rolla.
La ville de Rolla (en anglais [ˈrɒlə]) est le siège du comté de Phelps dans le Missouri, aux États-Unis, sur l'historique Route 66. Sa population s’élevait à 19 559 habitants lors du recensement de 2010, estimée à 20 390 habitants en 2018.

## Géographie
Rolla est situé à mi-chemin entre Saint-Louis et Springfield, le long de l'I-44. Rolla se trouvait autrefois sur l’U.S. Route 66.

## Économie
Rolla accueille l'une des douze usines de production de Royal Canin, groupe dont le siège est basé à Aimargues, en France.

## Personnalités
Shannon Miller (1977-), double championne olympique de gymnastique.